# Chung Yong-hwan
Chung Yong-hwan (10 de fevereiro de 1960) é um ex-futebolista profissional e treinador coreano, que atuava como defensor.

## Carreira
Chung Yong-hwan fez parte do elenco da Seleção Coreana de Futebol da Copa do Mundo de 1986 